# Stjepan Mitrov Ljubiša
Stjepan Mitrov Ljubiša (Budua, 29 febbraio 1824 – Vienna, 11 novembre 1878) è stato uno scrittore serbo.
Nazionalista serbo, dal 1860 fu attivista per l'indipendenza della Dalmazia. Diede brillanti novelle, tra cui Novelle del Montenegro e del litorale (1875), Novelle (1882) e I racconti di Vuk Dojčević (1878).